# Nicolae Brânzeu

## Studii
Brânzeu și-a început educația muzicală în orașul natal, avându-i ca profesori pe Maria Lerescu și Lucia Stănescu. A urmat apoi Conservatorul din București, unde i-a cunoscut pe compozitorii Dumitru Georgescu-Kiriac, Alfonso Castaldi, Mihail Jora și Dimitrie Cuclin. În anul 1931 a absolvit și Facultatea de Drept din București).
Brânzeu și-a continuat studiile la Schola Cantorum din Paris, sub îndrumarea compozitorului și muzicologului Vincent d'Indy. Revenit în țară, în perioada interbelică s-a afirmat ca pianist, dar și ca profesor suplinitor la catedra de armonie a Conservatorului bucureștean.

## Activitate
Creația lui Brânzeu cuprinde genuri diverse, însă remarcabile sunt creațiile pentru teatru liric. Stilistica muzicii lui se încadrează în modernismul de tip neoromantic; interesul pentru acest curent estetic i-a fost trezit în anii de studiu la Schola Cantorum. Brânzeu va îmbina neoromantismul cu idei de inspirație folclorică. O altă influență în muzica lui Brânzeu este expresionismul.
„Opera Săptămâna luminată (1943) este  caracterizată printr-un discurs sonor plin de tensiune- adesea vecin cu angoasa - și de aceea, eu o socotesc  prima operă românească de tip expresionist.”
. Din păcate după anul 1990, lucrarea nu a fost inclusă în repertoriile operelor din România.
În 1948, înființează Filarmonica din Arad, unde contribuie la profesionalizarea orchestrei și corului, dat fiind că la aceea vreme ele erau formate în cea mai mare parte din oameni fără studii muzicale academice.
Pentru liedurile sale, Brânzeu a fost criticat în anii 1950 de către grupul Matei Socor. Ca urmare, Brânzeu a fost cenzurat de către regimul politic din țară.
În anii de activitate artistică în România Brânzeu dirijează diverși muzicieni precum: Stella Simionetti, Iolanda Mărculescu, Lya Hubic, Elena Botez, Lucia Stănescu, Emilia Petrescu, Arta Florescu, Lili Dușescu, Marina Krilovici, Constanța Câmpeanu, Anca de Barbu, Tatiana Roșculeț, Magda György, Zenaida Pally, Agnes Baltsa, Maria Snejina, Ion Dacian, Cornel Fânățeanu, Ion Buzea, Constantin Zaharia, Garabis Zobian, Mircea Emandi, Oleg Rudic, Dan Iordăchescu, David Ohanesian, Ionel Pantea, Ludovic Konya, Ion Budoiu, Mihail Arnăutu, Nicolae Secăreanu, Marius Rintzler, Pompei Hărășteanu, Vladimir Orlov, Radu Aldulescu, Alfons Capitanovici, Götz Teutsch, Wanda Wilkomirska, Ion Voicu, Henry Brendier, Constantin Bobescu, Andras Simor, Antonin Moravec, Gustav Schmahl, Tadeus Wronski, Octavian Nicolaevici, Gaby Grubea, Daniel Podlovschi, Albert Kocsis, Nina Mihailovna Beilina, Etar Christoskov, Robesrt Soetens, Liana Isakadze, Yuriko Kuronuma, Cornelia Vasile, Ivan Straus, Ștefan Ruha, Ernest Fischer, Tamas Vesmas, Valentin Gheorghiu, Corneliu Gheorghiu, Mîndru Katz, Alexandru Demetriad, Maria Cardaș, Dorina Popovici, Magda Nicolau, Grete Miletineanu, Lidia Cristian, Aurelia Cionca, Margarita Fedorova, Gheorghe Halmos, Herald Enghiurliu, Ferenc Rados, Amadeus Webersinke, Dan Mizrahy, Gorgeta Ștefănescu Barnea, Dan Grigore, Sofia Cosma, Nicolae Brânduș, Annerose Schmit, Gabor Gabos, Toma Schwarz, Gabriel Amiraș, Sebastian Benda, Regina Smendzianka, Albert Guttman, Maria Fotino, Ilinca Dumitrecu, Liana Șerbescu, Alberto Portugheis, ș.a.

## Premii
Pentru activitatea sa, Brânzeu a fost distins cu Premiul II George Enescu (1934) și cu Premiul I George Enescu (1942).

### Distincții
- Ordinul Meritul Cultural clasa a V-a (12 septembrie 1968) „pentru merite deosebite în activitatea muzicală”[2]

## Viața personală
Nicolae Brânzeu i-a avut ca prieteni apropiați pe scriitorii Emil Cioran, Radu Gyr, Mircea Eliade, Lucian Blaga, Dan Botta, Mircea Popa și pe muzicienii George Georgescu și Dimitrie Cuclin.

## Lucrări selectate
„Muzica sa, de o diversitate copleșitoare,are ca sursă de inspirație resursele folclorului românesc, într-o concordanță uimitoare cu muzica europeana a secolului XX. Este un compozitor cu un limbaj  deosebit de rafinat și impresionabil, orientat pe valorile expresivității muzicii. Nicolae Brânzeu are o vădită preocupare  pentru lărgirea tonalității de bază.”
Rezonanțe corale, Simpozion dedicat profesorului Adrian Demian mai 2010 ISBN 978-606-92466-6-5, Cap XIV pag 83

### Teatru liric
- Monna Vanna după (Maurice Maeterlinck) – 1934, scenă dramatică.
- Săptămâna luminată (libret de Constantin Pavel, după piesa lui Mihail Săulescu) – pr.: 29.IV.1943, Opera Națională din București- prima operă românească de orientare expresionistă.
- Scufița Roșie - operetă-feerie pentru copii pr.: 1949, Teatrul de Stat Arad
- Piatra din casă- 1951 (vodevil după textul lui Vasile Alecsandri)
- Aladin și lampa fermecată – muzică de scenă, pr.: 1958, Teatrul de Marionete Arad
- Cruciada copiilor- 1961 dramă-muzicală în trei acte după piesa de teatru a lui Lucian Blaga
- Dragostea triumfă - 1968 operă comică în trei acte; libret de Gheorghe Haiduc pr.Filarmonica de Stat Arad
- Monna Vanna – 1976, dramă-muzicală în trei acte după piesa de teatru a lui Maurice Maeterlinck
- Zâna Zorilor - 1981 operă-feerie în 3 acte; libret de L. Emandi după basmul cu același nume a lui Ioan Slavici

### Muzică vocal-simfonică
- Hymne, Poemul simfonic pe versurile lui (Charles Baudelaire), traducere de Virgil Gheorghiu – pr.: 3.X.1940, Orchestra Radiodifuziunii din București dir. Nicolae Brânzeu
- Sărbătoare, Cantata pentru cor orch. pr.:5.XII.1940, Orchestra Radiodifuziunii din Bucureștidir. Nicolae Brânzeu
- Trecut-au anii, Poemul simfonic pentru tenor și orch. versuri de Mihai Eminescu pr.: 1941, Orchestra Filarmonica București dir. Ionel Perlea
- Cântecul bradului, cantata pentru cor mixt și orch., melodia și versurile populare din culegerea lui Ilarioan Cocișu, pr.: 5. XII.1940 București. dir. Nicolae Brânzeu
- Copilarie sfântă, poem pentru bas și orch. versuri de Vasile Voiculescu- 1947
- Meșterul Manole, cantata dramatică pentru soliști cor mixt și orch., versurile populare din colecția lui Vasile Alecsandri, pr.:12.IV.1969, Filarmonica de stat Arad. dir. Nicolae Brânzeu
- Luceafărul, oratoriu pentru soliști cor mixt și orch., versurile lui (Mihai Eminescu) – pr.: 1970, Filarmonica de Stat Arad. dir. Nicolae Brânzeu

### Muzică simfonică
- Fantezie simfonică - 1934. Premieră: Cluj 1936, Societatea Muzicală din Cluj, dirijor Nicolae Brânzeu;
- In Memoriam - 1936. Premieră: București, 19 .IX. 1936, Orch. Amicii Artei, dir. Nicolae Brânzeu;
- Două schițe simfonice - 1940. Pr.: 29.XII.1940, Filarmonica George Enescu din București, dir. George Georgescu;
- Preludiu și fugă pentru orchestră- 1940 pr.: București 1.XI.1942, Filarmonica, dir.George Georgescu
- Nocturna pentru orchestră - 1949 rev. 1956 pr.: 1959, Filarmonica de Stat Arad, dir. Nicolae Brânzeu
- Suita simfonică în Do major - 1950 pr.: 1952, Filarmonica de Stat Arad, dir.Nicolae Brânzeu
- Simfonia I-a în la minor - 1954. Premieră: 1955, Filarmonica de Stat Arad, dir.Nicolae Brânzeu
- Rapsodia I-a pentru orchestră - 1958. Premieră: 1958, Filarmonica de Stat Arad, dir. Nicolae Brânzeu;
- Simfonia concertantă pentru pian și orchestră - 1959 pr.: 1960, Filarmonica de Stat Arad, dir. Nicolae Brânzeu;
- Rapsodia II-a pentru orchestră- 1960 pr.: 1961, Filarmonica de Stat Arad, dir. Nicolae Brânzeu
- Simfonia a II-a în RE „Pentru pace” cu cor de femei (în final) - 1963 pr.: 1964, Filarmonica de Stat Arad, dir. Nicolae Brânzeu
- Simfonie de cameră; pentru orchestră de coarde pr. Filarmonica de Stat Arad, dir. Nicolae Brânzeu
- Uvertură sportivă "UTA" - 1969 pr.: 17.IV.1970, Filarmonica de Stat Arad, dir. Nicolae Brânzeu. Edit. Muzicală - 1971
- Poemul Unirii - 1977 pr. Filarmonica de Stat Arad, dir. Nicolae Brânzeu
- Simfonia a III-a în do minor - 1977 pr. Filarmonica de Stat Arad, dir. Nicolae Brânzeu
- Uvertura festivă - 1978 pr. Filarmonica de Stat Arad, dir. Nicolae Brânzeu

### Muzică de cameră
- Cvartetul pentru pian și coarde -1935
- Cvintetul pentru pian și suflători - 1957
- Sonată pentru clarinet și pian - 1961; transcriere pentru vioară și pian - 1963
- Sonată pentru pian - 1965
- Sonată pentru vioară solo - 1966
- Sonată pentru violoncel și pian - 1970

### Muzică de corală
- Imnul "Junimii" pentru cor bărbătesc, versuri de C. Papastate - 1926
- Motet pentru cor mixt - 1932
- Foaie verde, firul ierbii; prelucrare de folclor pentru bariton, cor mixt și pian - 1960
- De dor; prelucrare de folclor pentru soprană, cor mixt a capella - 1960
- Imnul Liceului din Pitești; pentru cor mixt, pian și orchestră de coarde, versuri de D.Al.Nanu - 1966
- Cântec de leagăn pentru Nicolae Bălcescu; pentru mezzosoprană și cor mixt, versuri de Volbură Poiană-Năsturaș - 1967
- Cântec pentru țară; pentru cor mixt, versuri de Alexandru Popescu-Negură - 1967
- Cinci coruri a capella pe versuri de Duiliu Zamfierscu, pentru cor mixt ( Preludiu; Vara;Fluture; Noapte buna; Barza)- 1972
- Trei coruri pe versuri de Mihai Eminescu, pentru cor mixt (Veneția; La steaua -cu pian; Stelele-n cer - cu pian)- 1972

### Muzică vocală
- Trei poeme pentru bas și pian (orch.), versuri de Vasile Voiculescu ( Coiful de aur; Cheia de aur; Zânele de aur) - 1943
- Isus din copilărie, pentru bas și pian (orch.) versuri de Vasile Voiculescu - 1946
- Cântec haiducesc, pentru voce și pian versuri populare -1949
- Când amintirile, pentru voce și pian versuri Mihai Eminescu -1955
- Colind uitat, pentru voce și pian versuri de Vasile Voiculescu - 1955
- Pe pajiștile verzi, pentru voce și pian versuri de C. Bălcescu - 1958
- Mi-ești dragă, pentru voce și pian versuri de D. Al. Nanu - 1960
- 5 Lieduri, pentru tenor și pian pe versuri de Lucian Blaga (Cresc amintirile; Fiorul; Vreau să joc; Gorunul; Liniște) - 1970
- Srada stânjeneilor albaștri, pentru voce și pian versuri de Afrodita Surdeanu - 1970
- 2 Lieduri, pentru voce și pian, pe versuri de Simona Lecca (Ție; Cântec)- 1970
- Noapte bună, pentru voce și pian, pe versuri de Duiliu Zamfirescu - 1970
- Inscripție pe amintiri pentru bariton și pian, pe versuri de Lucian Emandi- 1977

## Aprecieri
„Prin muzica dumneavoastră, maestre Nicolae Brânzeu, arta noastră sonoră poate privi, de la egal la egal, pe aceea din tragicul nostru secol XX din vestul european!”—Nae Ionescu
„Nicolae Brânzeu a îmbinat, cu o puternică forță emoțională, lirismul și dramatismul, într-o muzică de aleasă inspirație și foarte personală.”—Mircea Eliade